# Tredskodom
Tredskodom kallas i svensk rätt en dom som avkunnas mot den part som efter kallelse till rättegångsförhandling ändå inte infunnit sig till förhandlingen. Tredskodom kan också i vissa fall meddelas om part icke lämnar in skriftligt yttrande i tid. Reglerna om tredskodom återfinns i 44 kap  rättegångsbalken.

## Bakgrund
I äldre tid hade man i Sverige ett rättegångsförfarande som huvudsakligen var skriftligt. Många rättegångar drog ut på tiden och målen blev liggande hos domstolen, delvis därför att domstolarna inte sammanträdde så ofta, men delvis också beroende på att parter och deras ombud dröjde med att ge in sina skriftliga yttranden. Genom att en ny rättegångsbalk infördes 1942 infördes rättegångar som huvudsakligen byggde på muntligt förfarande. För att råda bot på det trots mot domstol och motpart som part ibland visade genom att utebli från förhandling, infördes begreppet tredskodom. Tredskodomsbegreppet har sedan genom lagändringar 2005 utvidgats till att gälla även i vissa fall där part inte återkommit med ett skriftligt yttrande i tid.

### Etymologi
Ordet "tredskodom" härstammar ur ordet "tredska", vilket är synonymt med trilska och trots; tredskodom meddelas till den trotsande partens nackdel.

## Rättsläget efter 2005
Ett tvistemål inleds genom att en part, käranden, stämmer en annan part, svaranden, genom att ge in en stämningsansökan med ett eller flera yrkanden. Alla tvistemål handläggs i tingsrätt i ett tvåstegsförfarande, nämligen förberedelse enligt 42 kap. 6 § och huvudförhandling enligt 43 kap. rättegångsbalken.

## Dispositiva tvistemål
I dispositiva tvistemål, det vill säga i mål där parterna kan komma överens, kan domstolen under förberedelsen enligt 42 kap. 11 § och 12 § förelägga parterna att vara aktiva (för kärandens del gäller då att svara på huruvida han vidhåller (står fast vid sin) talan och för svarandens del att avge svaromål) samt att inställa sig, i vissa fall personligen.. I föreläggandet anges att tredskodom annars kan komma att meddelas om part inte följer föreläggandet. I dagspress förekommer det emellanåt att domstolen annonserar och söker en part i någon form av mål. I annonsen meddelar man att målet kan komma att avgöras även om part inte infinner sig. Detta uttrycks med formuleringen "vid äventyr av tredskodom".
Samma regler gäller för huvudförhandling.

## Tredskodom
Uteblir part från förhandling kan tredskodom meddelas. Innebörden av tredskodomen är då att den andra partens yrkanden fastställs under förutsättning att de är skäliga. Detta innebär att den part som uteblivit förlorar målet. Har käranden haft rättegångskostnader i målet och han yrkat ersättning för dessa innehåller domen också att han får dessa fastställda i domen, förutsatt att de är skäliga. Det innebär alltså att den som förlorar målet får stå för rättegångskostnaderna.
Om däremot käranden uteblivit innebär detta att käromålet ska ogillas och svaranden får sina rättegångskostnader fastställda, om han yrkar det och de är skäliga.
Det räcker att part infunnit sig. Om han kort efter inställelsen obstruerar och avlägsnar sig får domstolen inte meddela tredskodom, vilket framgår av RH 2005:19 (beslut meddelat av Hovrätten över Skåne och Blekinge).
Om svarande underlåter att följa ett föreläggande att avge skriftligt svaromål kan tredskodom meddelas. Det räcker att svaromålet innehåller ett klart ställningstagande till kärandens yrkanden och angett sina skäl. Om domstol därefter i nytt föreläggande förelägger svarande att avge skriftligt svaromål och därefter, när svaranden inte yttrat sig igen, meddelar tredskodom, anses detta vara ett grovt rättegångsfel enligt 59 kap. 1 § rättegångsbalken. Högsta domstolen har i NJA 1989 s. 487 undanröjt tredskodomen och återförvisat målet till tingsrätten för ny handläggning.
Enligt praxis brukar ombud ge den part som uteblivit fem minuters ytterligare respit. Det finns dock ingen skyldighet för ombud att göra denna framställan eller för domstolen att bifalla den.
Tredskodom innebär alltså att part förlorar målet, utan att någon materiell prövning, det vill säga utan prövning av sakfrågan i målet, har skett. Rätten prövar dock om kärandens framställning "strider mot förhållande, som är allmänt veterligt" och om framställningen "innefattar laga skäl för käromålet". Uppenbart ogrundade käromål kan ogillas och då meddelas alltså ingen tredskodom mot svaranden.

## Återvinning
En tredskodom kan inte överklagas på vanligt sätt till hovrätt. Istället måste den part som förlorat målet ansöka om återvinning. Ansökan måste vara skriftlig och ska inges till tingsrätten inom en månad räknat från den dag tredskodomen meddelades. Målet tas då upp igen i det skick det var när tredskodomen meddelades.
Sker ingen ansökan om återvinning i tid, vinner tredskodomen laga kraft. 
Återvinning kan endast sökas en gång. Om tredskodom meddelats mot samma part två gånger har denna part inte längre rätt att ansöka om återvinning. Den senast meddelade tredskodomen vinner därför laga kraft omedelbart så snart tredskodomen meddelas. På motsvarande sätt förhåller det sig om målet inletts vid kronofogdemyndigheten enligt lagen (1990:746) om betalningsföreläggande och handräckning (BfL) och utmynnat i ett utslag, eftersom ett sådant utslag, enligt 60 § sista meningen i BfL, är att anse som en tredskodom.

## Resning
En lagakraftvunnen tredskodom kan bli föremål för resning enligt 58 kap 1 § rättegångsbalken. Det gäller dock att ha mycket tungt vägande skäl, vilket framgår av NJA 1988 s. 98.

## Historia
Tredskodom stadgas redan i landslagen under medeltiden och 1692, samt i 1734 års lag.
I Finland sedan självständigheten används termen vanligen i betydelsen dom som ges i ett dispositivt tvistemål av samma orsaker.

## Fotnoter
1. ↑  44 kap. Rättegångsbalken (1942:740)
2. ↑  ”tredsko-förfarande | SAOB”. https://www.saob.se/artikel/?unik=T_2391-0050.lnhk-0004. Läst 12 oktober 2022.
3. ↑  43 kap. Rättegångsbalken (1942:740)
4. ↑  42 kap. 11 § Rättegångsbalken (1942:740)
5. ↑  44 kap. 4 § Rättegångsbalken (1942:740)
6. ↑  44 kap. 2 § Rättegångsbalken (1942:740)
7. ↑  44 kap. 8 § Rättegångsbalken (1942:740)
8. ↑  RH 2005:19
9. ↑  44 kap. 7a § Rättegångsbalken (1942:740)
10. ↑  59 kap. 1 § Rättegångsbalken (1942:740)
11. ↑  NJA 1989 s. 487
12. ↑  44 kap. 8 § 2 stycket Rättegångsbalken (1942:740)
13. ↑  44 kap. 10 § Rättegångsbalken (1942:740)
14. ↑  60 § 1 stycket Rättegångsbalken (1990:746)
15. ↑  58 kap. Rättegångsbalken (1942:740)
16. ↑  NJA 1988 s. 98
17. 1 2  ”tredskodom”. Förvaltningshistorisk ordbok. Svenska litteratursällskapet i Finland. 2016